# Bukarester Tagblatt
Bukarester Tagblatt a fost un ziar de limbă germană care a apărut la București din 1880 până în 1918. Ziarul se înțelegea ca „organ al elementelor liberale vorbitoare de germană din Regatul României”, așa numiții germani regățeni. Ziarul a apărut neîntrerupt timp de aproape patru decenii, în perioada Belle Époque.
Ziarul Bukarester Tagblatt urmărea, potrivit propriului crez editorial, promovarea limbii și culturii germane, precum și afirmarea intereselor Regatului României. Țările străine ar trebui să primească informații fiabile cu privire la situația politică și economică. După ocuparea Bucureștiului de către Puterile Centrale Bukarester Tagblatt a devenit ziarul administrației militare.
Din decembrie 1916 a apărut versiunea ziarului în limba română, cu textul identic al versiunii germane, sub titlul Gazeta Bucureștilor. În noiembrie 1918, odată cu sfârșitul Primului Război Mondial și retragerea trupelor germane din România, ziarul și-a încetat apariția.